# 任爱荣
任爱荣（1963年4月—），女，汉族，山东莱州人，中华人民共和国政治人物，曾任山东省人民政府副省长、党组成员，中央纪委国家监委驻国家安全部纪检监察组组长，现任中央纪委国家监委驻公安部纪检监察组组长，公安部党委委员。中国共产党第二十届中央纪律检查委员会委员、副总警监警衔。

## 生平
任爱荣毕业于中国政法大学经济法系经济法专业，1984年11月加入中国共产党，1988年7月参加工作。曾任国家工商行政管理局政策法规司、条法司干部，条法司应诉处副处长，法制司复议应诉处副处长、处长，法规司法规处处长，企业注册局副局长（其间：2005年9月至2006年1月中央党校半年制中青年干部培训班学习）；中国工商出版社社长；国家工商行政管理总局反垄断与反不正当竞争执法局局长，反垄断与反不正当竞争执法局（规范直销与打击传销办公室）局长（主任）（其间：2016年9月至2017年1月中央党校中青年干部培训一班学习）。
2017年7月，任山东省人民政府副省长、党组成员。2021年1月，因工作地点调离山东省，省人大代表资格终止，同时辞去副省长职务。此后于国家安全部任职。
2022年9月，接替孙新阳担任中央纪委国家监委驻公安部纪检监察组组长，公安部党委委员，副总警监警衔。